# Figueruela de Arriba
Figueruela de Arriba ist ein nordspanischer Ort und Hauptort einer 318 Einwohner (Stand: 2024) zählenden Gemeinde (municipio) in der Provinz Zamora in der Autonomen Gemeinschaft Kastilien-León. Zur Gemeinde gehören neben dem gleichnamigen Hauptort Figueruela de Arriba auch die Ortschaften Figueruela de Abajo, Flechas, Gallegos del Campo, Moldones, Riomanzanas und Villarino de Manzanas.

## Lage und Klima
Figueruela de Arriba liegt im Westen der Provinz Zamora in einer Höhe von ca. 860 m an der Grenze zu Portugal. Die Provinzhauptstadt Zamora ist etwa 75 Kilometer (Fahrtstrecke) in südöstlicher Richtung entfernt. Die winterlichen Temperaturen sind durchaus kühl, im Sommer dagegen ist es warm bis heiß. Regen (576 mm/Jahr) fällt das ganze Jahr über.

## Bevölkerungsentwicklung
| Jahr      | 1970 | 1981 | 1991 | 2001 | 2011 | 2021 |
| Einwohner | 1466 | 817  | 644  | 559  | 413  | 317  |

Der deutliche Bevölkerungsrückgang seit den 1950er Jahren ist im Wesentlichen auf die Mechanisierung der Landwirtschaft, die Aufgabe bäuerlicher Kleinbetriebe und den daraus resultierenden Arbeitsplatzmangel auf dem Land zurückzuführen (Landflucht).

## Wirtschaft
Die Landwirtschaft (vor allem Viehzucht und Gemüseanbau) spielt traditionell die größte Rolle im Wirtschaftsleben der Gemeinde. Daneben fungierte der Ort bereits im Mittelalter als Handels-, Handwerks- und Dienstleistungszentrum für die Dörfer und Weiler in der Region. Einnahmen aus dem Tourismus in Form der Vermietung von Ferienwohnungen (casas rurales) sind in den letzten Jahrzehnten hinzugekommen.

## Sehenswürdigkeiten

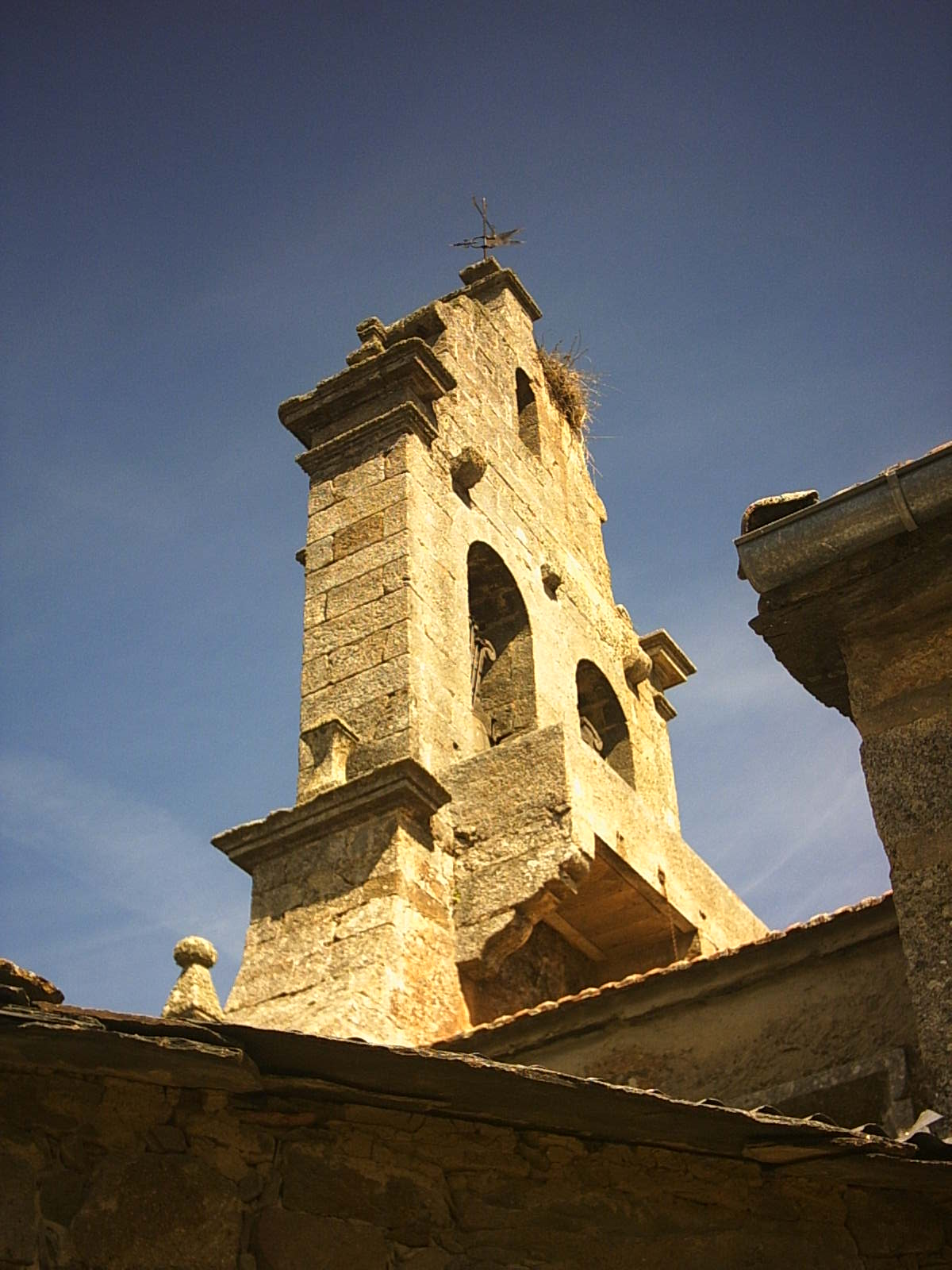
Georgskirche

- Georgskirche in Gallegos del Campo